# Poa glauca var. pekulnejensis
Poa glauca var. pekulnejensis là một phân loài cỏ trong họ hòa thảo, thuộc chi poa.